# Elazığspor Spor Kulübü
El Elazig Spor Kulübü, conocido comúnmente como Elazığspor, es un club polideportivo con sede en el distrito de Elazığ (también conocido como el distrito Elazığ) de Elazığ, Turquía. Fue fundado en 1967.